# Herb Ryk
Herb Ryk – jeden z symboli miasta Ryki i gminy Ryki w postaci herbu.

## Wygląd i symbolika
Herb przedstawia na srebrno-szarej tarczy herbowej wspiętego w heraldycznie prawą stronę czerwonego byka (ciołka), ze złotym orężem, wyłaniającego się nad złotą koronę królewską wieńczącą czarną zbroję rycerską (w szczególności jej górną część – popiersie). Poniżej widnieje stylizowana czerwona litera „R” – inicjał nazwy miasta.

## Historia
Ciołek jest herbem dawnych właścicieli miasta – Poniatowskich. 
Herb został ustanowiony uchwałą Rady Narodowej Miasta i Gminy w Rykach 18 lipca 1979 roku.